# 佐藤文机子
佐藤 文机子（さとう ふきこ、1974年9月21日 - ）は、日本初の女性プロライフセーバーである。神奈川県横浜市出身、日本大学藤沢高校、日本大学文理学部体育学科卒業。

## 戦歴

### 国際
- 1999年・2001年 全米選手権 アイアンウーマンレース優勝

### 日本国内
平成13年（2001年）
●第14回サーフカーニバル
- 女子個人種目

ラン・スイム・ラン 1位
アイアンマンレース 1位
パドルボードレース 3位
サーフスキーレース 2位
- 女子チーム&リレー種目

タップリンリレーレース 1位
●第28回全日本選手権
ラン・スイム・ラン 1位
アイアンマンレース 1位
平成14年（2002年）
●第15回サーフカーニバル
- 女子個人種目

ラン・スイム・ラン 1位
アイアンマンレース 1位
サーフスキーレース 4位
- 女子チーム&リレー種目

タップリンリレーレース 1位
●第29回全日本選手権
ラン・スイム・ラン 1位
アイアンマンレース 1位
平成15年（2003年）
●第16回サーフカーニバル
- 女子個人種目

ラン・スイム・ラン 2位
アイアンマンレース 1位
サーフスキーレース 1位
- 女子チーム&リレー種目

タップリンリレーレース 1位
●第30回全日本選手権
ラン・スイム・ラン 2位
アイアンマンレース 1位
平成16年（2004年）
●第17回サーフカーニバル
- 女子個人種目

ラン・スイム・ラン 1位
アイアンウーマン 1位
- 女子チーム&リレー種目

タップリンリレーレース 1位
平成21年（2009年）
●第35回全日本選手権
オーシャンウーマンレース　優勝